# شهرک عشایری حضرت مهدی
شهرک المهدی (قبلا نام آن اشگفت دولتمندان بود)، روستایی از توابع بخش سردشت شهرستان دزفول در استان خوزستان ایران است. 

## جمعیت
این روستا در دهستان ماهوربرنجی قرار دارد و براساس سرشماری مرکز آمار ایران در سال ۱۳۸۵، جمعیت آن ۱٬۱۰۱ نفر (۲۱۵خانوار) بوده‌است.